# Quelé do Pajeú
Quelé do Pajeú é um filme brasileiro de 1969 dirigido por Anselmo Duarte, baseado em história original de Lima Barreto.

## Enredo
O filme mostra o dia-a-dia de um grupo de policiais no sertão e a vida de um capitão do cangaço. Clemente Celidônio, mais conhecido como Quelemente, toca a boiada rumo à sua casa, em Pajeú das Flores, Pernambuco. Ao chegar, encontra a tragédia na família: Marizolina, sua irmã, fora violentada por um desconhecido. Sedento de vingança, Quelemente sai em busca do homem de quem Marizolina guardara dois detalhes: uma cicatriz no rosto e a falta de um dedo. Para esta busca, uma longa jornada, durante a qual viverá Quelemente muitas aventuras e conhecerá Maria do Carmo, que por ele se apaixona. Quando do Carmo já esperava criança sua, aparece Cesídio, o homem com as características do malfeitor. Na luta para deter Cesídio, Quelemente mata um soldado, o que o torna um perseguido pela justiça. Em dramática caminhada, Quelemente leva Cesídio e o Padre para sua casa, onde obrigará o sedutor a casar-se com Marizolina e ele próprio com do Carmo, iniciando logo após com o primeiro, uma luta de morte, interrompida pela chegada da polícia, que vem ao seu encalço. Quando as esperanças de sobrevivência são poucas frente ao cerco da volante, chega o Bando de Lampião, que dispara os policiais. Quelemente ingressa no Bando, batizado por Lampião como Quelé do Pajeú, um bravo. Do Carmo morre de vítima das balas da volante e Quelé, movido pela fúria de vingança, se integra definitivamente no cangaço.

## Elenco
- Tarcísio Meira - Clemente "Quelemente" Celidônio (Quelé)
- Rossana Ghessa - Maria do Carmo
- Sérgio Hingst - Padre
- Jece Valadão - Cesídio da Costa
- Guy Loup - Maria Rita (creditada como "Izabel Cristina")
- Elizângela - Marizolina (creditada como "Elisângela Vergueiro")
- Jorge Karam - Zoroastro
- Reginaldo Vieira
- Maurício Gracco - Josué
- Luiz Alberto Meireles - Lampião
- Ravina - Maria Bonita
- Anita Esbano - Mãe do Quelé
- Simplício - Zé Poeta
- Nhô Juca - Barbeiro
- Geraldo Vandré[1]
- Regina D. Pariz (noiva de Cesídio (Na verdade o nome verdadeiro da atriz é Regina Hooper Duarte, filha do diretor, Anselmo Duarte. Pariz é o sobrenome do avô materno de Regina).